# Alliage cobalt-platine
Le platine (Z=78), de symbole Pt, est un métal noble non magnétique, bon conducteur de la chaleur et de l’électricité. Le cobalt (Z=27), de symbole Co, est un métal de transition très solide, résistant à haute température et connu pour ses propriétés magnétiques.
Ainsi, la combinaison de ces deux métaux permet d'obtenir un aimant très puissant.

## Histoire
L'alliage de Co-Pt a été mis au point en 1933 par Nemilow, en se basant sur des travaux préliminaires réalisés par Constant et Carter,.

## Propriétés

### Propriétés électriques
Le pic de résistivité de cet alliage vaut approximativement 46 µΩ-cm.
Entre 20 et 60 at. cobalt, le coefficient de température de résistance est fortement affecté par traitement thermique. Il a tendance à augmenter avec le temps jusqu'à atteindre l'équilibre. Pour obtenir cet équilibre résistance-température, plusieurs semaines d'analyse sont nécessaires. 
Le point d'inflexion se trouve à 400 °C, causé par la température de Curie et non par rapport au réarrangement atomique suggéré par d'autres chercheurs. Une faible discontinuité à haute température marque la phase limite entre la région à deux phases.
L'équilibre de résistivité des phases en désordre est plus faible que lorsque la structure est sous forme tétragonale. Après extinction, une structure en ordre présente une résistance la plus basse. Ce phénomène d'augmentation de résistivité avec l'ordre s'oppose à la théorie classique.

### Propriétés physiques et mécaniques
Le module de Young de 50 % at. Co-Pt diminue de 20 000 à 13 000 kg/mm2 lorsque la température augmente de 20 à 900 °C.

## Applications
L'alliage cobalt-platine est principalement utilisé pour des applications magnétiques. De nombreuses applications existent pour lesquelles l'alliage avec 50 % at.Co justifie leur coût élevé. Aucun autre alliage ne présente une propriété magnétique comparable à celui de Co-Pt. Le fait que l'alliage Co-Pt peut être sous forme de bâtonnets, fils, couche mince, lui assure d'être un matériau unique dans ce domaine d'étude.
Dans plusieurs applications avec un espace limité, l'usage de Co-Pt est bénéfique car ces applications nécessitent des matériaux où un pouvoir magnétique faible doit être en adéquat. Les exemples concernés peuvent être des montres électriques, appareils auditifs. Dans certains cas, cet alliage peut satisfaire le rôle de contact magnétique et électrique. Lorsque le contact doit former une liaison ferromagnétique dans un courant magnétique, Co-Pt est le meilleur alliage dans des conditions de désordre magnétiquement faible. Un tel contact magnétique est souvent activé par une bobine solénoïde externe. La richesse de cet alliage Co-Pt est justifié par sa capacité à être employé pour des manipulations de débitmètre dans des liquides corrosifs. Quelle que soit l'application envisagée, leur utilisation est bien avantageuse lorsque le ratio longueur-diamètre est environ 0,7. 
Bien que l'alliage Co-Pt soit malléable dans des conditions magnétiques douces, il devient dur lorsqu'on le chauffe pour obtenir des propriétés magnétiques optimales.

## À l'échelle nanométrique
Les nanoalliages de Co-Pt de taille de 1 à 3 nm sont étudiés par une méthode d'optimisation et une simulation de Monte-Carlo. 
Pour un système où le nombre d'atomes N < 100, l'alliage optimisé présente une structure atomique ressemblant à un polyicosahèdre avec une configuration de surface chimique particulière : platine sous forme d'hexagone ou de pentagone forme un anneau centré sur un atome de cobalt ou sur un dimère de cobalt.
Lorsque le nombre d'atomes N = 100, une transition vers une symétrie décahèdre peut être observée. 
Pour un alliage plus volumineux avec un nombre d'atomes 201 < N < 1 289, un octahèdre avec cubique face centré tronquée peut être étudié par simulation de Monte-Carlo. Cette dernière montre que la température critique de désordre diminue avec la taille de l'alliage. Cette dernière influence aussi la ségrégation de la surface de cobalt sur les côtes mais aussi sur les faces (100),.